# Жул Дестре
Жул Дестре (на френски: Jules Destrée) е валонски политик от Белгийската работническа партия.

## Биография
Роден е на 21 август 1863 година в Марсинел, днес част от Шарлероа, в семейството на инженер. Завършва право в Брюкселския свободен университет и работи като адвокат. През 1911 година пише изложение до краля, сочено като един от първите документи, говорещи за валонска идентичност. През 1919 – 1921 година е министър на културата в правителствата на Леон Дьолакроа и Анри Картон дьо Виар.
Жул Дестре умира на 2 януари 1936 година в Брюксел.